# سرخ أباد (علي أباد ملك)
سرخ أباد (بالفارسية: سرخ‌آباد) هي قرية تقع في إيران في قسم علي أباد ملك الريفي. يقدر عدد سكانها بـ 183 نسمة .